# Đèo Łupków

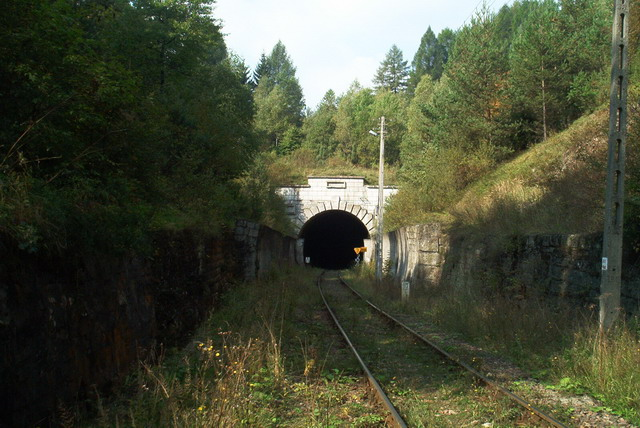
Lối vào đường hầm ở phía Ba Lan

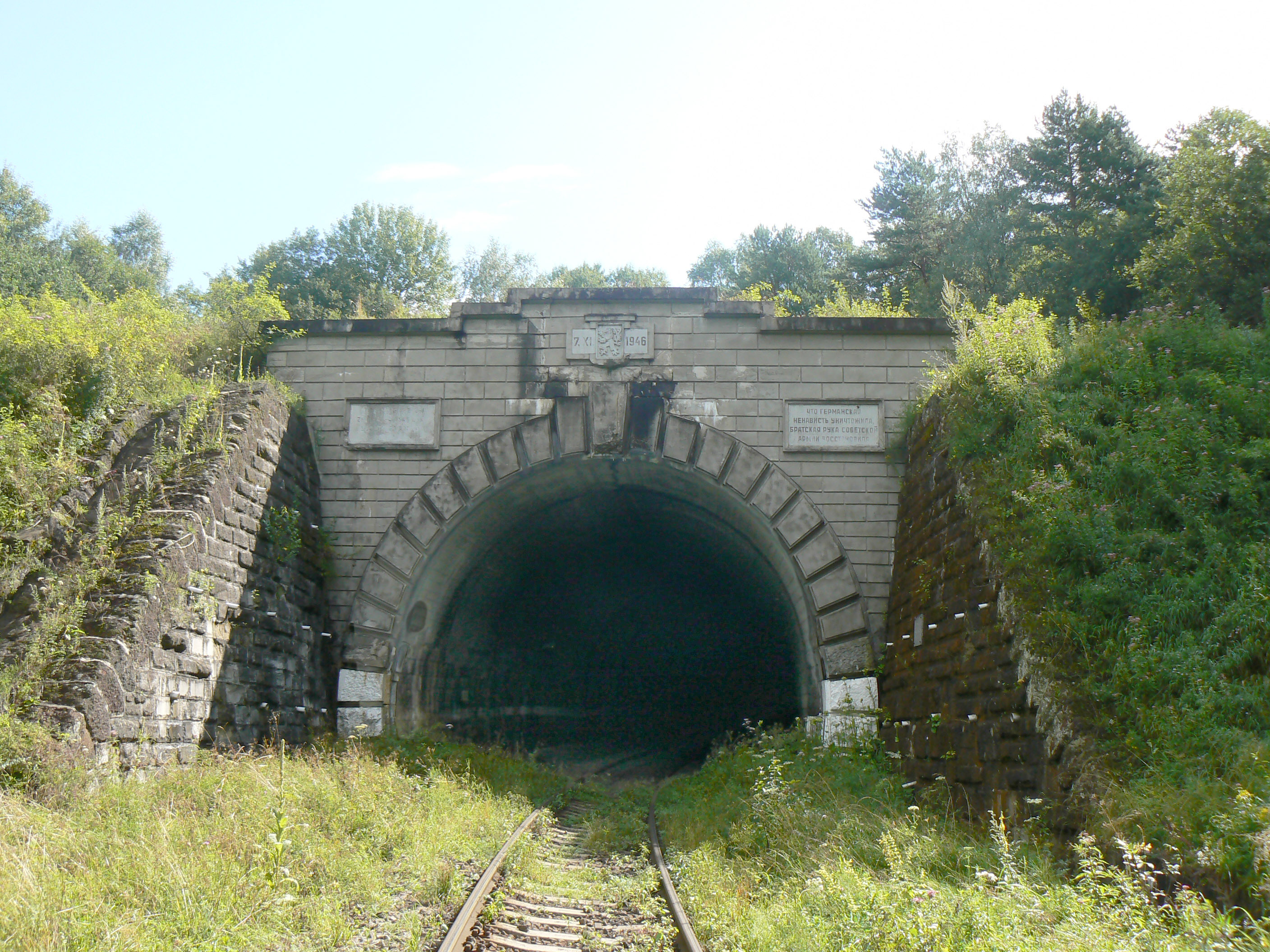
Lối vào đường hầm ở phía Slovakia

Đèo Łupków hoặc Đèo Lupkov (tiếng Ba Lan: Przełęcz Łupkowska, tiếng Slovak: Lupkovský priesmyk) là một ngọn đèo trong dãy núi Carpathian ở biên giới giữa Ba Lan và Slovakia, và gần biên giới phía tây của Ukraine. Điểm cao nhất của nó cao 640 m so với mực nước biển. Nó nằm ở phía nam của ngôi làng Łupków ở Ba Lan và phía đông Medzilaborce ở Slovakia. Bên dưới đèo có một đường hầm đường sắt dài 642 m, đi qua biên giới giữa Ba Lan và Slovakia.
Đèo Łupków ngăn cách khu vực Hạ Beskids từ dãy núi Bieszczady.
Đường hầm và tuyến đường sắt liên kết đã được hoàn thành vào năm 1874, để nối Galicia với phần còn lại của Đế quốc Áo-Hung băng qua dãy núi Carpathian. Cho rằng đó là một liên kết truyền thông quan trọng, ngọn đèo có tầm quan trọng chiến lược đáng kể.
Đèo Łupków là một trong những con đèo Carpathian chiến lược quan trọng đã tranh cãi gay gắt trong các trận chiến ở Mặt trận phía đông của Thế chiến I trong mùa đông 1914/1915. Một nỗ lực để chống cực trên dòng sông Wisłok và Đèo Łupków đã thất bại trước khi các cuộc tấn công Áo-Đức vào ngày 8 tháng 5 năm 1915. Đường hầm đường sắt đã bị phá hủy và xây dựng lại nhiều lần trong cả hai Thế chiến. Nó đã được xây dựng lại vào năm 1946 nhưng sau đó ít được sử dụng. Chỉ trong năm 1999, dịch vụ đường sắt chở khách thông thường được thiết lập lại thông qua đường đèo.